# The Players’ Tribune
The Players’ Tribune ist eine US-amerikanische Internet-Plattform, die Artikel aus dem Bereich des Sport-Journalismus veröffentlicht. Die Plattform wurde 2014 vom ehemaligen Baseballstar Derek Jeter ins Leben gerufen. Das besondere an den veröffentlichten Artikeln ist, dass die Autoren alle selbst aktive oder ehemalige Sportler sind und sich in ihren Artikeln mit verschiedenen Aspekten des Sports befassen. Neben geschriebenen Artikeln werden auch Videos oder Podcasts veröffentlicht.

## Beteiligte Sportler
Die ersten veröffentlichten Inhalte stammen vom Basketballspieler Blake Griffin, NASCAR-Pilotin Danica Patrick sowie NFL-Quarterback Russell Wilson. Seither haben sich diverse weitere (Ex-)Sportler eingebracht. Dazu gehören Athleten des Baseball, Basketball, Eishockey, American Football sowie einigen weiteren Sportarten.